# Itaguajé
Itaguajé là một đô thị thuộc bang Paraná, Brasil. Đô thị này có diện tích 251,313 km², dân số năm 2007 là 4610 người, mật độ 24 người/km².